# Andreas Köpke
Andreas Köpke (Kiel, 12 marzo 1962) è un allenatore di calcio ed ex calciatore tedesco, di ruolo portiere, preparatore dei portieri della nazionale sudcoreana.
Considerato uno dei migliori portieri della storia del calcio tedesco, con la sua nazionale è stato campione del mondo nel 1990 e campione d'Europa nel 1996, anno in cui è stato eletto portiere dell'anno IFFHS; la stessa IFFHS lo ha inserito al 20º posto (a pari merito con l'olandese Hans van Breukelen) nella classifica dei più forti numeri 1 europei del XX secolo.

## Carriera

### Club
Prodotto del vivaio dell'Holstein Kiel, dal 1983 al 1986 ha vestito le maglie di Charlottenburg ed Hertha Berlino. Nel 1986 è approdato al Norimberga, in cui ha militato per otto stagioni. Ha poi difeso i pali dell'Eintracht Francoforte dal 1994 al 1996 e dell'Olympique Marsiglia dal 1996 al 1999. Ha terminato la carriera in patria nel 2001, dopo aver disputato le sue ultime due stagioni nel Norimberga.

### Nazionale
Ha esordito con la nazionale tedesca il 30 maggio 1990, in amichevole contro la Danimarca (1-0) a Gelsenkirchen. Ha poi partecipato al campionato del mondo 1990 (vincitore) e al campionato del mondo 1994 (uscito ai quarti di finale), come riserva del più giovane Bodo Illgner, di cui ha in seguito raccolto l'eredità. Come portiere titolare della Mannschaft ha partecipato al campionato d'Europa 1996, di cui è risultato vincitore, e al campionato del mondo 1998 (eliminazione ai quarti di finale).
Conta 59 presenze in nazionale, con cui ha chiuso dopo l'eliminazione ai quarti di finale del campionato del mondo 1998 contro la Croazia.
Il titolo europeo del 1996 gli ha permesso di vincere il premio di miglior portiere dell'anno IFFHS, in considerazione anche dei rigori parati all'italiano Gianfranco Zola (terza gara del primo turno) e all'inglese Gareth Southgate (semifinale).

## Dopo la carriera attiva
Dal 2001 al 2004 ha lavorato presso l'Ufa, la società di marketing dell'1. FC Nürnberg. Köpke ha tenuto lezioni per aziende e seminari di gestione su argomenti come lo spirito di squadra, la motivazione, il successo, la leadership e la comunicazione a partire dal 2002. Ha trasmesso le sue ricette sul successo tramite l'esperienza come portiere e viceallenatore della nazionale di calcio tedesca.
Il 21 ottobre 2004, Köpke è diventato l'allenatore dei portieri della nazionale tedesca sotto la guida dell'allenatore della nazionale Jürgen Klinsmann. Il suo predecessore Sepp Maier si era dimesso pochi giorni prima. Sotto Klinsmann e Köpke, Jens Lehmann è stato scelto come il primo portiere della nazionale per la Coppa del Mondo 2006, davanti a Oliver Kahn. Dopo la Coppa del Mondo, Köpke è rimasto nello staff tecnico sotto il precedente assistente allenatore e successore di Klinsmann, Joachim Löw. Successivamente ha partecipato da allenatore dei portieri agli Europei 2008 e ai Mondiali 2010. Dopo gli Europei 2012, la Germania è diventata campione del mondo ai Mondiali 2014. In seguito, Köpke è stato di nuovo allenatore dei portieri agli Europei 2016, ai Mondiali 2018 e agli Europei 2020. Dopo gli Europei 2020, Köpke ha lasciato la DFB insieme a Löw dopo 17 anni di attività.
Alla fine del novembre 2019 Köpke ha lasciato la DFB e alla fine dell'anno ha iniziato il nuovo lavoro insieme a Jürgen Klinsmann come allenatore dei portieri all'Hertha BSC, club della Bundesliga. All'inizio del 2020 ha lasciato nuovamente l'Hertha e ha continuato il suo lavoro con la nazionale. All'Hertha, Köpke incontrò suo figlio Pascal.

## Vita privata
Andreas Köpke è un tifoso dell'1. FC Nürnberg. Suo figlio Pascal (* 1995) è stato sotto contratto come attaccante all'1. FC Nürnberg nella stagione 2020/2021, dove nelle squadre giovanili si è allenato. Le figlie hanno quattro e dodici anni in più del figlio Pascal.
Il 10 novembre 2010 Köpke ha ricevuto il Bambi nella categoria "Premio della giuria d'onore", il discorso elogiativo è stato tenuto da Mesut Özil.

## Palmarès

### Club

#### Competizioni nazionali
- Campionato tedesco di seconda divisione: 1

Norimberga: 2000-2001

### Nazionale
- Campionato mondiale: 1

Italia 1990
- Campionato d'Europa: 1

Inghilterra 1996

### Individuale
- Calciatore tedesco dell'anno: 1

1993
- Miglior portiere del Campionato d'Europa: 1

1996
- Miglior portiere dell'anno IFFHS: 1

1996